# Tageslichtfilm
Ein Tageslichtfilm ist ein Farbnegativ- oder -diafilm, der für eine Farbtemperatur von typischerweise 5500 Kelvin sensibilisiert ist. Das heißt, dass dieser Film bei mittlerem Tageslicht in mittleren Breiten die Farben neutral, also ohne blauen oder gelben Farbstich, abbildet.